# Ihor Yushko
Ihor Yushko es un deportista ucraniano que compitió en vela en la clase Soling. Ganó una medalla en el Campeonato Mundial de Soling de 2017 y tres medallas en el Campeonato Europeo de Soling entre los años 2013 y 2017.

## Palmarés internacional
| Campeonato Mundial | Campeonato Mundial      | Campeonato Mundial | Campeonato Mundial |
| Año                | Lugar                   | Medalla            | Clase              |
| ------------------ | ----------------------- | ------------------ | ------------------ |
| 2017               | Muiden (Países Bajos)   | Medalla de bronce  | Soling             |
| Campeonato Europeo |                         |                    |                    |
| Año                | Lugar                   | Medalla            | Clase              |
| 2013               | Castiglione (Italia)    | Medalla de oro     | Soling             |
| 2015               | Berlín (Alemania)       | Medalla de bronce  | Soling             |
| 2017               | Riva del Garda (Italia) | Medalla de bronce  | Soling             |